# Egino von Chur
Egino von Chur (* im 12. Jahrhundert; † im 12. Jahrhundert) war Bischof von Chur und nach seiner Absetzung 1170 Reichsfürst.

## Leben
Egino von Chur, eigentlich Egino Freiherr von Ehrenfels, stammte aus einem Bündner  Adelsgeschlecht mit (vermutlichem) Stammsitz auf der Burg Ehrenfels.
Egino  war von 1154 bis 1160 Dompropst in Chur. 1160 oder 1163 wurde er zum Bischof von Chur ernannt; vermutlich 1167 geweiht. Er war Anhänger von Kaiser Friedrich I. Barbarossa und sprach sich für die Gegenpäpste und gegen den amtierenden, rechtmäßigen Papst Alexander III. aus. Bischof Egino wurde 1170 seines Amtes enthoben und Udalrich III. von Tägerfelden zum Bischof von Chur ernannt.
Bischof Egino unterstützte das Benediktinerkloster St. Johann in Müstair, in dem er nach 1170 zeitweise lebte.